# Bill Sharkey's Last Game
Bill Sharkey's Last Game er en amerikansk stumfilm fra 1909 af D. W. Griffith.